# Сикст-Генрих Бурбон-Пармский
Сикст-Генрих Бурбон Пармский (исп. Don Sixto Enrique de Borbón-Parma y Borbón-Busset; итал. Sisto Enrico di Borbone Parma; род. 22 июля 1940, По) — испанский политик, лидер одного из направлений карлистского движения — Традиционалистского сообщества (исп. Comunión Tradicionalista).
Сикст-Генрих — младший брат Карла Уго I и дядя его старшего сына, Карлоса VIII, предыдущего и нынешнего карлистского претендентов на испанский трон. Однако с 1970-х годов карлистское движение расколото; значительное количество карлистов считает, что Карлос Уго, придерживавшийся левых взглядов, отступил от традиционных идеалов и тем самым утратил право возглавлять их. Сикст-Генрих является лидером этой фракции в качестве регента и знаменосца Традиции (исп. abanderado de la Tradición); в то же время он не называет себя королём, надеясь, что кто-либо из его племянников когда-нибудь вернется к карлистским взглядам.

## Взгляды
В отличие от своего старшего брата, Сикст-Генрих придерживается взглядов, которые могут быть названы правыми. Во время президентских выборов во Франции в разные годы выражал свою поддержку кандидату от Национального фронта Жан-Мари Ле Пену. Он также выступал против принятия конституции ЕС.

## Политическая активность
В 1964 году тайно вступил в Испанский легион, записавшись под именем Энрике Аранхуэс Мартинес (исп. Enrique Aranjuez Martínez), однако через 8 месяцев его личность была раскрыта, и его выгнали из рядов Легиона.
9 мая 1976 года Сикст-Генрих возглавил нападение на левых карлистов, проводивших ежегодный фестиваль на горе Монтехурра. В результате столкновения погибли два человека. Резня Монтехурра (наряду с испанскими «сикстистами» и фалангистами, в ней участвовали боевики Антикоммунистического альянса Аргентины и итальянские неофашисты) явилась важной вехой послефранкистского политического процесса в Испании.
Вынужденно покинув Испанию после «резни Монтехурра», Сикст-Генрих продолжал участвовать в европейском праворадикальном движении. В 1977 году в его замке на французской территории проходило международное совещание ультраправых под председательством итальянского неофашиста Стефано Делле Кьяйе. В соответствии с принятыми решениями, в ряде западноевропейских стран были проведены силовые акции против коммунистических партий и просоветских организаций.
В июне 2014 Сикст-Генрих принял участие в «Венском конгрессе» - закрытой встрече европейских правых радикалов с российскими евразийцами. Наряду с Сикстом-Генрихом, участвовали такие деятели, как Константин Малофеев, Александр Дугин, Марион Ле Пен, Хайнц-Кристиан Штрахе, Волен Сидеров, представители дворянско-монархических и крайне правых кругов Хорватии, Грузии, России. Обсуждались вопросы совместного противостояния европейскому либерализму и политкорректности. Формирующееся движение было охарактеризовано как «пятая колонна Путина в Европе».

Принц Сикст-Генрих Бурбон Пармский – также одна из одиозных личностей правого движения Европы. В 1977 году в его замке во Франции проходило международное совещание ультраправых неонацистов под председательством лидера итальянских фашистов и «международных террористов» 70–80–х гг. Стефано Делле Кьяйе. Это совещание приняло решение о начале силовых и террористических акций против компартий стран Западной Европы и посольств и консульств Советского Союза.

Если РФ гордится, что она правопреемница СССР, почему она сотрудничает с неонацистами, боровшимися с Советским Союзом в 70–е и 80–е гг.? Куда смотрит КПРФ во главе с Геннадием Зюгановым, когда представители РФ встречаются с Сикст-Генрихом Бурбоном Пармским?